# (1771) Makover
(1771) Makover ist ein Asteroid des äußeren Hauptgürtels, der am 24. Januar 1968 von der sowjetischen Astronomin Ljudmila Tschernych am Krim-Observatorium entdeckt wurde.

## Benennung
Der Asteroid wurde nach dem sowjetischen Wissenschaftler Samuil Makower (1908–1970) vom Leningrader Institut für theoretische Astronomie benannt. Makower erforschte den Orbit des Enckeschen Kometen und war ein Vorreiter der Verwendung elektronischer Rechner für die genauere Bestimmung von Orbits.